# Carya texana
Carya texana es un árbol de la familia Juglandaceae o nogal. Es endémica de los Estados Unidos.

## Distribución
Carya texana es nativa del centro y sur de los Estados Unidos. Se trata de una especie en peligro de extinción en el suroeste de Indiana.

## Descripción
Los árboles crecen hasta los 41 metros de altura. Las hojas generalmente tienen una capa densa de escamas, que le dan el color marrón oxidado. Los frutos (frutos secos) son de color bronce al marrón rojizo.

## Taxonomía
Carya texana fue descrita por Samuel Botsford Buckley y publicada en Proceedings of the Academy of Natural Sciences of Philadelphia 12: 444. 1860[1861].
Sinonimia
- Carya arkansana Sarg.
- Carya buckleyi Durand
- Carya buckleyi var. arkansana (Sarg.) Sarg.
- Carya buckleyi f. glabra E.J.Palmer & Steyerm.
- Carya buckleyi f. pachylemma Sarg.
- Carya buckleyi var. villosa (Sarg.) Sarg.
- Carya glabra var. villosa (Sarg.) B.L.Rob.
- Carya villosa (Sarg.) C.K.Schneid.
- Hicoria arkansana (Sarg.) Ashe
- Hicoria buckleyi (Meehan ex Durand) Ashe
- Hicoria glabra var. villosa Sarg.
- Hicoria pallida var. arkansana (Sarg.) Ashe
- Hicoria villosa (Sarg.) Ashe
- Hicorius arkansana Ashe
- Hicorius buckleyi Ashe[3]